# Petrell de Jouanin
El petrell de Jouanin (Bulweria fallax) és un ocell marí de la família dels procel·làrids (Procellariidae) que cria a l'illa de Socotra i es dispersa pel Mar d'Aràbia i el Golf d'Aden.